# Hydrotetrix javanensis
Hydrotetrix javanensis är en insektsart som beskrevs av Günther, K. 1939. Hydrotetrix javanensis ingår i släktet Hydrotetrix och familjen torngräshoppor. Inga underarter finns listade i Catalogue of Life.